# Ванчо Наумов
Иван (Ванчо) Наумов е български революционер, деец на Вътрешната македоно-одринска революционна организация.

## Биография
Ванчо Наумов е в битолското село Велмевци, тогава в Османската империя. По професия е хлебар. Влиза във ВМОРО и от декември 1902 година е четник при Никола Русински. От февруари 1903 година е помощник-войвода, а след заболяването на Русински, четата е оглавена от Наумов. Загива на 7 юли 1903 година в сражение с турска войска в местността Лисича река край село Дуйне.